# Riverton (Wyoming)
Riverton (Arapaho nyelven Hooxono'o) város az Amerikai Egyesült Államokban, Wyoming államban, Fremont megyében. Az állam területén a kilencedik legnagyobb város a maga 10 615 fős lakosságával. A város a Wind River Indiánrezervátum területén található, ahol a legnagyobb város címet kapta meg.
A várost még 1906-ban két indián törzs alapította, akkori lakossága 483 fő volt. 10 évre rá több mint négyszeresére, 2023 főre nőtt a populáció. Az 1930-ban történt közel 20,5%-os csökkenést leszámítva a populáció innentől kezdve fokozatosan növekedett.

## Demográfia
A 2010-es népszámlálás alapján a város lakossága 10.615 fő. 4.252 háztartás és 2.600 család található a városban. A népsűrűség 415,7 fő/km². Faji összetétel alapján a lakosság 83,5%-a fehér, 0,5%-a afroamerikai, 10,4%-a bennszülött amerikai, 0,3%-a ázsiai, 0,1%-a csendes-óceáni, 1,8%-a egyéb, 3,5%-a pedig kettő vagy több. A latinok aránya eléri a 9%-ot.
Az átlagéletkor 35,4 év.

## Földrajz
Riverton a Wind folyó északi partján helyezkedik el, a 26-os államközi és a 789-es állami autópályák találkozásánál.
A város éghajlata félszáraz (Köppen-skála szerint BSk) hideg, száraz telekkel és meleg, viszonylag csapadékos nyárral.
| Hónap                                  | Jan.  | Feb.  | Már. | Ápr. | Máj. | Jún. | Júl. | Aug. | Szep. | Okt. | Nov.  | Dec.  | Év   |
| -------------------------------------- | ----- | ----- | ---- | ---- | ---- | ---- | ---- | ---- | ----- | ---- | ----- | ----- | ---- |
| Átlagos max. hőmérséklet (°C)          | −1,1  | 3,1   | 10,1 | 15,4 | 20,8 | 27,3 | 31,7 | 30,8 | 24,3  | 16,7 | 6,1   | −0,7  | 15,4 |
| Átlaghőmérséklet (°C)                  | −9,5  | −5,5  | 1,6  | 6,7  | 12,1 | 17,6 | 21,3 | 20,1 | 14,1  | 7,1  | −2,1  | −8,9  | 6,3  |
| Átlagos min. hőmérséklet (°C)          | −17,9 | −14,2 | −6,9 | −2,0 | 3,4  | 7,9  | 10,8 | 9,3  | 3,7   | −2,4 | −10,4 | −17,2 | −2,9 |
| Átl. csapadékmennyiség (mm)            | 7     | 6     | 12   | 26   | 45   | 29   | 19   | 12   | 22    | 21   | 12    | 12    | 224  |
| Forrás: NOAA (Középértékek, 1971–2000) |       |       |      |      |      |      |      |      |       |      |       |       |      |

## Közlekedés
A város rendelkezik saját repülőtérrel, ahonnan rendszeres járatok indulnak a város és Denver illetve Sheridan között a United Express jóvoltából. A repülőtér a várostól 3 mérföldre (közel 5 kilométerre) helyezkedik el északnyugat irányba.
Riverton megközelíthető a 26-os US-autópályán , valamint a 136-os, 137-es és a 789-es főúton.
A Chicago & Northwestern Railways Lander városáig kiépített a vasutat, ami innen 22 mérföldre található. 1972-ben aztán a vonal meg lett hosszabbítva Rivertonig, de pár évvel később megszűnt rajta a forgalom.

## Itt születtek
- John Herrington, asztronauta
- Lance Deal, olimpiai ezüstérmes kalapácsvető
- Bucky Jacobsen, volt profi baseball játékos
- Brett Newlin, olimpiai evezős
- Kristen Newlin, nemzetközi kosárlabda játékos
- Ashlynn Yennie, színésznő
- Darrell Winfield, farmer és modell, a Marlboro márka arca

## Érdekességek
A városban játszódik az Ang Lee által rendezett Brokeback Mountain – Túl a barátságon c. film néhány kulcsjelenete. A filmben ebben a városban lakik ugyanis Ennis Del Mar.

## Fordítás
- Ez a szócikk részben vagy egészben  a   Riverton,_WY című angol Wikipédia-szócikk fordításán alapul.  Az eredeti cikk szerkesztőit annak laptörténete sorolja fel. Ez a jelzés csupán a megfogalmazás eredetét és a szerzői jogokat jelzi, nem szolgál a cikkben szereplő információk forrásmegjelöléseként.